# Alfonso Andreozzi
Alfonso Andreozzi (Firenze, 1821 – Firenze, 1894) è stato un giornalista, avvocato e orientalista italiano.

## Biografia
Tra i primi studiosi italiani della Cina in epoca moderna, fu attivista liberale e simpatizzante del movimento carbonaro, ed assunse la difesa in Tribunale di Francesco Domenico Guerrazzi, quando questi venne accusato del reato di lesa maestà. Ciò lo rese inviso al governo del Granducato di Toscana, e per questo trascorse gran parte della sua vita in esilio a Parigi. 
Nella capitale francese divenne allievo del famoso sinologo Stanislas Julien.